# Jagd nach dem Glück
Jagd nach dem Glück ist eine US-amerikanische Filmkomödie aus dem Jahr 1934 von Alexander Hall mit Francis Lederer und Joan Bennett in den Hauptrollen. Der Film wurde von Paramount Pictures produziert und basiert auf dem Bühnenstück The Pursuit of Happiness von Lawrence Langner und Armina Marshall.

## Handlung
Zu Beginn des Amerikanischen Unabhängigkeitskrieges werden zur Unterstützung des englischen Königs Georg III. hessische Soldaten nach Amerika geschickt. Unter ihnen befindet sich der gegen seinen Willen rekrutierte Violinist Max Christmann. Bei seiner Ankunft in Amerika findet Max in einem Tabakbeutel eine Notiz von General George Washington, die jedem Hessen, der sich den amerikanischen Rebellen in ihrem Kampf für die Freiheit anschließt, 40 Hektar Land verspricht. 
Max desertiert und versteckt sich in der Scheune des Farmers Aaron Kirkland in Connecticut. Er wird entdeckt, aber von Aaron, seiner Frau Comfort und der Tochter Prudence gut behandelt. Thad Jennings ist eifersüchtig auf die Anwesenheit des Hessen im Haus seiner geliebten Prudence und möchte Max einsperren lassen. Allerdings gibt Colonel Sherwood, der unter dem Befehl von General Washington steht, Max seine Freiheit. In der Zwischenzeit spricht sich Reverend Banks, der selbsternannte Anführer der Gemeinde, gegen eine Tradition aus, bei der ein vollständig bekleidetes Paar in einem Bett sitzt, das durch ein Mittelbrett getrennt ist. Diese alte Tradition entstand aus dem Bemühen, sich warm zu halten, ohne Brennholz zu verschwenden. Was die Frauen der Gemeinde betrifft, wurde dieser Brauch mit Unschuld und Anstand beibehalten. 
Während Max seine Freiheit genießt, wird er von den Einschränkungen des puritanischen Lebensstils überrascht, die das Streben nach Glück zu verhindern scheinen. Diese Verwirrung hält ihn jedoch nicht davon ab, sich in Prudence zu verlieben, die seine Zuneigung erwidert. Eines Nachts stellt sie eine Kerze in ihr Fenster als Zeichen, dass sie bereit ist, ihren Verehrer zu empfangen. Max schleicht sich aus seinem bewachten Quartier und gesellt sich zu ihr. Sie werden jedoch bald entdeckt, zuerst von Banks und dann von Thad, der glaubte, dass die Kerze im Fenster für ihn angezündet wurde. Banks, Thad und Comfort protestieren gegen die mögliche Verbindung von Prudence und Max, gleichzeitig versucht Aaron, den Frieden zu wahren und dafür zu sorgen, dass seine Tochter glücklich ist. Colonel Sherwood kommt und befiehlt Thad, in sein Quartier zurückzukehren. Er teilt Aaron auch mit, dass er der offizielle Rekrutierungsoffizier der Stadt sein soll. Aarons erste Amtshandlung besteht darin, Banks zu rekrutieren. Nachdem Sherwood ihnen mitgeteilt hat, dass Max Washingtons offizieller Statthalter sein wird, stimmen alle seiner Heirat mit Prudence zu und das Paar umarmt sich.

## Hintergrund
Ursprünglich war Ralph Murphy als Regisseur vorgesehen, der aber krankheitsbedingt ausscheiden musste. In einem Presseartikel wurde darauf hingewiesen, dass die Production Code Administration (PCA), die Zensurbehörde, Streichungen aus dem Drehbuch verlangte und „da der Film jetzt in Produktion ist, hat das Unternehmen außer dem Titel nur noch wenig von der Story übrig behalten.“ Laut dem Programmheft des Films wurden einige Szenen in den Hollywood Hills und auf der Paramount Ranch gedreht.
Bernard Herzbrun und Hans Dreier oblag die künstlerische Leitung. Travis Banton war für das Kostümbild zuständig. 

## Veröffentlichung
Die Premiere des Films fand am 28. September 1934 statt. In der Bundesrepublik Deutschland wurde er am 28. Januar 1976 im deutschen Fernsehen ausgestrahlt.

## Kritiken
Helen Brown Norden schrieb im Magazin Vanity Fair, der Film sei intelligent inszeniert. Er sei durchweg unterhaltsam und habe den einschmeichelnden Herrn Lederer in einer Rolle, die gut auf seine Talente zugeschnitten sei, einschließlich seiner Begabung für die Komödie.
Das Lexikon des internationalen Films schrieb: „Gut gespielte, recht brave Komödie.“
Metacritic gibt den Film mit 8 von 10 Punkten, basierend auf 266 User-Kritiken.